# Дороті Ґрін (тенісистка)
Дороті Ґрін (англ. Dorothy Green; 31 березня 1897 — 13 грудня 1964) — колишня американська тенісистка.
Перемагала на турнірах Великого шолома в парному розряді.

## Фінали турнірів Великого шолома

### Одиночний розряд (1 поразка)
| Результат | Рік  | Турнір                     | Покриття | Суперниця  | Рахунок  |
| --------- | ---- | -------------------------- | -------- | ---------- | -------- |
| Поразка   | 1913 | Національний чемпіонат США | Трава    | Мері Браун | 2–6, 5–7 |

### Жіночий парний розряд (1–3)
| Результат | Рік  | Турнір                           | Покриття | Партнерка      | Суперниці                              | Рахунок         |
| --------- | ---- | -------------------------------- | -------- | -------------- | -------------------------------------- | --------------- |
| Поразка   | 1909 | Відкритий чемпіонат США з тенісу | Трава    | Лоїс Моєс Бікл | Гейзел Гочкіс-Вайтмен Едіт Роч         | 1–6, 1–6        |
| Поразка   | 1911 | Національний чемпіонат США       | Трава    | Флоренс Саттон | Гейзел Готчкісс Елеонора Сірс          | 4–6, 6–4, 2–6   |
| Перемога  | 1912 | Національний чемпіонат США       | Трава    | Мері Браун     | Мод Барджер-Воллек Міс. Фредерік Шмітц | 6–2, 5–7, 6–0   |
| Поразка   | 1913 | Національний чемпіонат США       | Трава    | Една Вілді     | Мері Браун Луїс Рідделл Вільямс        | 10–12, 6–2, 3–6 |

### Мікст
| Результат | Рік  | Турнір                     | Покриття | Партнер     | Суперник і суперниця   | Рахунок  |
| --------- | ---- | -------------------------- | -------- | ----------- | ---------------------- | -------- |
| Поразка   | 1913 | Національний чемпіонат США | Трава    | C.S. Rogers | Мері Браун Білл Тілден | 5–7, 5–7 |